# Circinatiella
Circinatiella es un género de foraminífero bentónico de la subfamilia Nodobaculariinae, de la familia Nubeculariidae, de la superfamilia Cornuspiroidea, del suborden Miliolina y del orden Miliolida. Su especie tipo es Lagenammina pyriformis. Su rango cronoestratigráfico abarca desde el Albiense (Cretácico inferior) hasta el Cenomaniense (Cretácico superior).

## Discusión
Clasificaciones más recientes incluyen Circinatiella en la superfamilia Nubecularioidea.

## Clasificación
Circinatiella incluye a la siguiente especie:
- Circinatiella pyriformis †